# زیردریایی یو-۲۳۵
زیردریایی یو-۲۳۵ (به انگلیسی: German submarine U-235) یک زیردریایی بود که طول آن ۶۷٫۱ متر (۲۲۰ فوت ۲ اینچ) بود. این زیردریایی در سال ۱۹۴۲ ساخته شد.